# FC Rudersdal
FC Rudersdal blev grundlagt i 2020 som en fusion af klubberne BSV2016 og Rudersdal Boldklub.
FC Rudersdal spiller deres kampe på Rundforbi Stadion i Nærum og på Vedbæk Stadion i Vedbæk.

## Formand
- 2023 -         : Søren Holm
- 2020 - 2023: Lars Neumann